# Fort Saint-George (Madras)
Ne doit pas être confondu avec fort Saint-Georges (Chinon).
Le fort Saint-George (ou historiquement, White Town) est le nom de la première forteresse de l'Inde anglaise, construite en 1639 dans la ville côtière de Madras. La construction du fort en bord de mer, donnant une forte impulsion à des activités commerciales grâce à la présence du port, supplanta le comptoir portugais de São Tomé de Meliapore un peu plus au sud. La ville, assimilant progressivement Mylapore, s'est construite autour du fort.
Il s'agit d'un complexe de bâtiments qui comprend une église (l'église Sainte-Marie), un musée, la « Wellesley House » et les services administratifs du gouvernement de l'État de Tamil Nadu.

## Histoire
La Compagnie britannique des Indes orientales, arrivée en Inde dans les années 1600, avait commencé par dominer Surate, son bastion initial. Cependant, pour sécuriser ses filières d’exploitations et ses intérêts commerciaux pour le commerce des épices, il fut nécessaire de construire un port proche du détroit de Malacca, et d’obtenir une parcelle de terre côtière, appelé à l’origine Chennirayarpattinam ou Channapatnam, du royaume de Vijayanagara dirigé par Damarla Chennappa Nayakudu et basé dans le Chandragiri, où la société commença à construire le port et le fort. Le fort fut achevé le 23 avril 1644, jour de la Saint-Georges. Le fort, baptisé fort Saint-George, fait face à la mer et aux villages de pêcheurs, et très vite aux rassemblements des marchands. Il a donné naissance au nouveau quartier appelé George Town (historiquement en référence à Black Town), lequel a enveloppé les villages créant ainsi la ville de Madras. Il a aussi aidé à établir l’influence des Anglais partout sur la côte Carnatique et à tenir éloignés les rois d’Arkât et de Srirangapatna, ainsi que les forces françaises de Pondichéry.
Le fort est un bastion de six mètres de haut qui a résisté un certain nombre d'agressions au cours du XVIIIe siècle. Brièvement passé dans les mains des Français de 1746 à 1749, il a été restitué à la Grande-Bretagne dans le cadre du traité d'Aix-la-Chapelle à fin de la guerre de Succession d'Autriche.
Le bâtiment fut occupé par des Indiens lors du mouvement pour l'indépendance de l'Inde aux environs de 1945.
Actuellement, le fort est un des sièges administratifs de l’assemblée législative du Tamil Nadu. Et il abrite encore une garnison de troupes en transit à divers endroits de l'Inde du Sud et les îles Andaman-et-Nicobar. Le musée du Fort contient de nombreux vestiges de l'époque du Raj, y compris les portraits de la plupart des gouverneurs de Madras. Le fort est entretenu et géré par l'Archaeological Survey of India comme monument protégé.

## Bâtiments internes

### L’église
L’église Sainte-Marie est la plus ancienne église anglicane d’Inde. Elle fut construite entre 1678 et 1680. Les pierres tombales du cimetière adjacent sont les plus anciennes tombes anglaises ou britanniques du pays. Dans cet ancien lieu de prière furent célébrés les mariages de Robert Clive et du gouverneur Elihu Yale, qui fut plus tard le premier bienfaiteur de l’Université Yale aux États-Unis. L’Église est populairement appelée l’« Abbaye de Westminster de l’est » (Westminster Abbey of the East).

### Le Musée

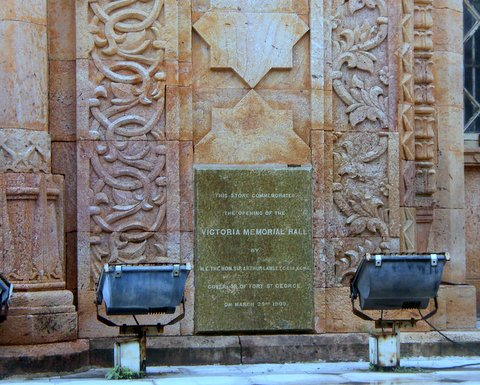
Mémorial Victoria.

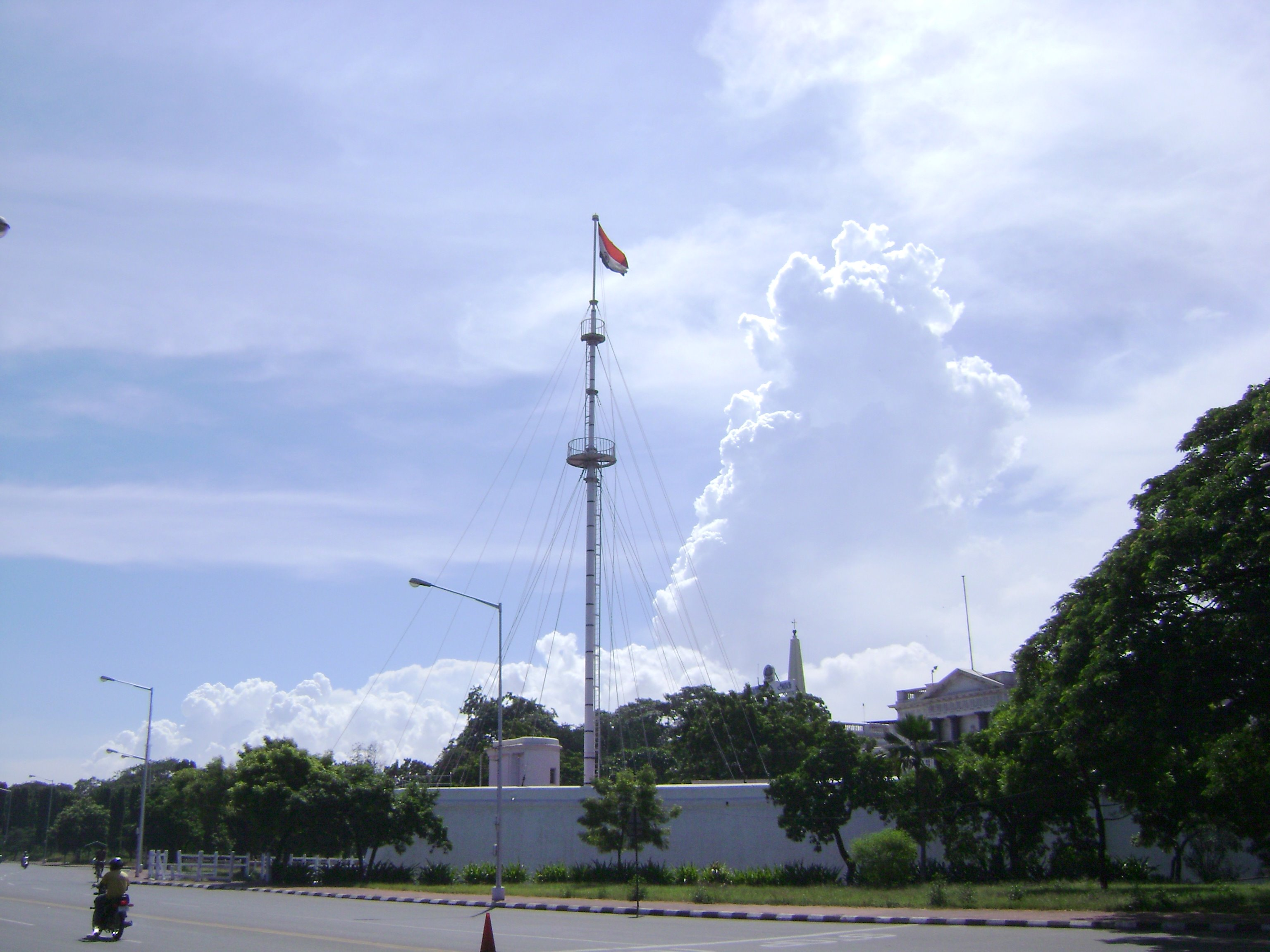
Drapeau flottant sur le fort Saint-George.

Le musée du Fort présente de nombreux objets de la période de la domination anglaise et plus tard de la domination britannique. Ce bâtiment a été achevé en 1795 et il abritait premièrement le bureau de la banque de Madras. La salle à l'étage était la salle publique d'échange et a servi comme un lieu de rencontres publiques, des tirages de loterie et des animations ponctuelles. Ces reliques témoignent de la présence de l'empire britannique en Inde. Les objets exposés dans le musée sont les armes, des pièces de monnaie, des médailles, des uniformes et autres objets provenant de l'Angleterre, l’Écosse, la France et l'Inde lors de la période coloniale. Les lettres originales écrites par Clive et Cornwallis font une lecture fascinante. Un ensemble de pittoresques uniformes d'époque est également exposé. Cependant, l’œuvre principale est une grande statue de Lord Cornwallis.

### Wellesley House
Le premier étage du bâtiment comprend la salle de réceptions, qui contient les peintures du gouverneur du fort et d'autres hauts fonctionnaires du Régime. Les canons de la Tipû Sâhib ornent les remparts du musée. La statue de plus de 4 mètres de haut se dresse à l'entrée du musée. Cette statue a été créée par Charles Bank en Angleterre pour être amenée en Inde. Le piédestal de la statue est sculpté d'une scène représentant l'émissaire Tipu Sultan livrant ses deux fils, comme rançon qu'il était incapable de payer aux Britanniques. Il tire son nom de Richard Wellesley, gouverneur général de l'Inde, et le frère du Duc Arthur Wellesley.

### Dernières années
L'ensemble du fort Saint-George abritait les bâtiments administratifs du gouvernement du Tamil Nadu jusqu'en mars 2010. L'Assemblée législative du Tamil Nadu et le secrétariat (dont le siège de divers ministères) étaient situés dans le fort. Le fort lui-même était partiellement ouvert au public. Le bâtiment principal ou le secrétariat était ouvert uniquement aux fonctionnaires du gouvernement et de la police. Les canons et le fossé qui gardaient cet ancien bâtiment ont été laissés intacts. En 2010, le législateur et le secrétariat ont été déplacés vers un nouvel emplacement et l'ancien complexe a été transformé en une bibliothèque appelée « Central Institute of Classical Tamil». Après les élections de 2011 le retour de Jayalalitha Jayaram, chef du gouvernement, l'Assemblée du Tamil Nadu et le Secrétariat ont été rétablis au fort Saint-George.

## Autres monuments
Une arche commémorant le jubilé de diamant de l’Assemblée législative du Tamil Nadu est en cours de construction près du fort sur Rajaji Salai. La structure est une réplique de la façade du fort Saint-George. La voûte sera rectangulaire avec une hauteur de 41 pieds et 80 mètres de largeur par un coût de construction de 13,3 millions  (150 000 euros). La structure sera un mélange d'architecture ancienne et moderne, inspirée de la façade du fort Saint-George. L’inscription Tamil Nadu Legislative Assembly diamond jubilee commemorative arch serait écrite en anglais et en tamoul, en plus des mots 60 years. Le chef du gouvernement  Jayalalitha Jayaram a posé la première pierre de la voûte, le 30 octobre 2012.

## Source
- (en) Cet article est partiellement ou en totalité issu de l’article de Wikipédia en anglais intitulé « Fort St. George (India) » (voir la liste des auteurs).